# Остров мёртвых (роман)
«Остров мёртвых» (англ. Isle of the Dead) — роман американского писателя Роджера Желязны, вышедший в 1969.
Номинирован в 1969 году на премию Небьюла за лучший роман, в 1972 году получил французскую премию Аполло.
Название романа отсылает к одноимённой картине швейцарского живописца Арнольда Бёклина. Главный герой, Фрэнк Сандау, присутствует также в романе «Умереть в Италбаре» в качестве второстепенного персонажа, объединяя таким образом эти два романа в небольшой цикл.

## Сюжет
Главный герой — мультимиллиардер и мироформист Фрэнк Сандау (Francis Sandow), землянин, рождённый в XX веке. К нему в последнее время стали поступать фотографии его близких друзей и врагов, умерших сотни лет назад. К тому же украли его бывшую возлюбленную Рут. Все это сделал заклятый враг Фрэнка Грин-Грин, о существовании которого Фрэнк узнал лишь накануне. Он требует, чтобы Фрэнк прибыл на Остров Мёртвых на планете Илирия, где им надлежит сразиться. Однако поединок с Грин-Грином не состоялся из-за того, что один из оживлённых врагов Фрэнка, Майк Шендон, чуть не убил самого Грин-Грина. Поэтому Грин-Грин неожиданно перешел на сторону Фрэнка Сандау, своего бывшего противника. Фрэнку удалось убить Шендона, но в ходе битвы были уничтожены и его оживленные друзья, и Грин-Грин.

## Описание будущего в романе
Далёкое будущее. 32-й век. Люди освоили другие планеты, совершили технологический прорыв, повсюду присутствуют роботы и инопланетяне.
Узаконена проституция, и главный герой — миллиардер — даже заключал с одной из них (Лизой) долгосрочные контракты.
Стало возможным воскрешение людей. На Земле после смерти человека остаются образцы его тканей (для восстановления тела) и «воспроизводящая лента» (на ней записаны все мысли и переживания умершего — для восстановления памяти и личности). Однако воскрешение людей практически никогда не практикуется.
Стало вполне возможным создание искусственных планет. Причём это вполне могут позволить особые люди — мироформисты, и при этом весь живой мир на этой планете будет подчиняться мысленным командам хозяина. Практически нет войн и шпионажа.